# Arild Sandvold
Arild Edvin Sandvold, född 2 juni 1895, död 12 augusti 1984, var en norsk organist och kompositör. Han arbetade som organist och kantor i Oslo domkyrka samt som orgellärare vid Oslo Musikkonservatorium, nuvarande Norges Musikkhøgskole, i över 50 år. Sandvold var även dirigent för kören Cæciliaforeningen i Oslo 1928-1957.
Sin musikaliska utbildning började Sandvold i Oslo, där han några år studerade under bland andra Hilmar Grønner och Gustav Fr. Lange. Han studerade orgelmusik även i Leipzig, under Karl Straube. I Leipzig blev han även bekant med Max Regers orgelmusik, något som skulle påverka honom, vilket man tydligast hör i stora orgelverket Introduktion och Passacaglia i h- moll.

## Opus - urval
- Opus 4: Introduksjon og passacaglia h-moll
- Opus 5: Seks improvisasjoner over norske folketoner:
  - Herre Gud, ditt dyre navn og ære
  - Eg veit i himmerik ei borg
  - Gud, la oss i din kunnskap fremmes
  - Høyr kor kyrkjeklokka lokkar
  - Overmåde fullt av nåde
  - Hos Gud er idel glede
- Opus 9: Orgelsonate f-moll:
  - Largo maestoso - Allegro - Fuge
  - Adagio Dess-dur (ursprungligen mellansats i orgelsonat f-moll)

## Priser
1949 blev Sandvold utnämnd till riddare av 1:klassen av St. Olavs Orden. 1953 blev han riddare av 1: klassen av Finlands Lejons orden.  1964 blev han ledamot vid Kungliga Musikaliska Akademien. 1965 blev Sandvold kommandör av St. Olavs Orden. Arild Sandvold var frimurare och mångårig kantor i Den  norske Frimurerorden.